# Andrey Ashchev
Andreï Viktorovitch Achtchev (en russe : Андрей Викторович Ащев), est un joueur de volley-ball russe né le 10 mai 1983 à Boudionnovsk (kraï de Stavropol, alors en URSS). Il mesure 2,02 m et joue central. Il totalise 21 sélections en équipe de Russie.

## Clubs
| Club                   | De        | À         |
| ---------------------- | --------- | --------- |
| MGTU-Luzhniki Moscou   | 2001-2002 | 2002-2003 |
| Dinamo Moscou          | 2003-2004 | 2003-2004 |
| Luch Moscou            | 2004-2005 | 2004-2005 |
| Fakel Novy Ourengoï    | 2005-2006 | 2005-2006 |
| Lokomotiv Novossibirsk | 2006-2007 | 2011-2012 |
| Oural Oufa             | 2012-2013 | 2012-2013 |
| Dinamo Krasnodar       | 2013-2014 | …         |

## Palmarès
- Ligue mondiale (1)
  - Vainqueur : 2013
- Coupe du monde
  - Finaliste : 2013
- Championnat d'Europe (1)
  - Vainqueur : 2013
- Championnat d'Europe des moins de 19 ans (1)
  - Vainqueur : 2001
- Challenge Cup
  - Finaliste : 2013
- Championnat de Russie
  - Finaliste : 2002, 2004, 2013
- Coupe de Russie (2)
  - Vainqueur : 2010, 2011
  - Finaliste : 2003, 2009